# Saya Tin
 (mai 2007).
Améliorez-le ou discutez des points à vérifier. 
Saya Tin est un nom birman ; les principes des noms et prénoms ne s'appliquent pas ; U et Daw sont des titres de respect.
YMB Saya Tin (1894-1950) est un parolier birman, auteur de l'hymne national de la Birmanie (République de l'Union du Myanmar), Gba Majay Bma.

## Biographie
(juin 2010).
Le contenu est difficilement compréhensible vu les erreurs de traduction, qui sont peut-être dues à l'utilisation d'un logiciel de traduction automatique.
Né dans l'ère 1255 (Birmanie) dans la salle Min-Thar-Su, quart de Shwe-Phone-Shein, Mandalay, Birmanie. Sa mère Daw Thein était indigène de cette salle. Son père, U Yan Aung était un homme dans le service de Roi Thibaw, le dernier roi de Birmanie. Il a eu une sœur plus âgée et une plus jeune sœur.
Il a commencé à s'instruire à l’âge de 6 ans, passé la 10e norme à 17 ans. Il a travaillé en tant que professeur d’école dans une instruction privée pendant trois années. Dans son temps libre il jouait très souvent de sa concertina chantant quelques chansons à voix basse. Ainsi, dans blâmer par certains lui n’a eu aucune dignité pendant qu’un professeur et lui démissionnaient du poteau.
Après sa démission il pouvait s'accorder plus de temps à jouer de sa concertina, faisant recherche sur les bruits sortant d’elle, étudiant des chansons classiques de Birmanie profondément et composant des chansons modernes pour les danseuses bien connues et pour des dames de Mandalay.
En 1918, à la demande de ses étudiants il a fondé sa propre instruction privée qu’il a appelée les “Young Men Buddhist School” (école bouddhiste pour jeunes hommes) et il a été populairement connu comme Y.M.B. Saya Tin. Il a alors fondé avec ses étudiants une troupe de musique pour amuser gratuitement son auditoire à l'occasion de rassemblements de la charité ou du mariage de ses amis.
Ceux-ci l’ont rendu plus célèbre et il a été requis de faire des visites fréquentes à Rangoon où ses chansons ont été vendues, enregistrées et employées pour des films commerciaux. Il est devenu trop occupé pour continuer son instruction et l’a arrêtée. Il s’est finalement déplacé à Yangon où il a rencontré et a eu de nouveau une association avec du son vieux Thakhin (maître) Ba Thaung de camarade de classe qui l’a endoctriné. Par conséquent son esprit patriotique national original est devenu plus affilé et éclairé qu’il lui-même jointif en tant que membre de partie politique« Dobama Asiayone ». Et il est devenu Y.M.B. Thakhin Tin.
Thakhin Ba Thaung l’a invité à écrire une chanson lui donnant quelques mots patriotiques. Et il a composé une. Ainsi ses mots étaient Thakhin Ba Thaung. Mais son air était la création artistique du bidon de Saya Tin à l’aide de sa concertina.
La chanson était première cérémonieusement chantée par Saya Tin lui-même à 5:00 P.M. le 20e jour de juillet 1930, dans la repos-maison du nord-ouest sur la terre plate de la pagode Shwedagon. Alors plusieurs tentatives ont été rendues d’avoir la chanson répandue.
En 1947, la chanson a été adoptée comme hymne de national de Birmanie. 1000 kyats ont été attribués à Saya Tin. Le deuxième anniversaire de l’indépendance, le 4 janvier 1950, il a été honoré d’un titre de ‘ Wunna-Kyaw-Htin’(the beau-célèbre).
Selon ses pupilles, Saya Tin a écrit plus de 4000 chansons tandis qu’il était dans Yangon. Mais en tant qu’artiste il a recueilli peu d’argent.
En raison du surmenage et de l’état faible de santé il a été admis à l’hôpital général de Rangoongon où le jour suivant 8 août 1950, il est mort de la tuberculose. Son corps a été enterré au cimetière de Kyandaw, à Rangoon.